# (523727) 2014 NW65
(523727) 2014 NW65 ist ein Planetoid, der am 14. Juli 2010 am Pan-STARRS 1 entdeckt wurde und zur Gruppe der Zentauren gehört. Der Asteroid läuft auf einer mäßig exzentrischen Bahn in 111 Jahren um die Sonne. Die Bahnexzentrizität seiner Bahn beträgt 0,52, wobei diese 20,46° gegen die Ekliptik geneigt ist.
Wenn 2014 NW65 dasselbe Rückstrahlvermögen wie der mit Stand Oktober 2018 größte bestätigte Zentaur Chariklo hat, ist er sogar geringfügig größer als letzterer.